# Summoners War
Summoners War: Sky Arena (La Guerre des invocateurs : L'Arène céleste) est un jeu vidéo mobile type stratégie au tour par tour en ligne créé par l'éditeur Coréen Com2us. Le jeu est disponible gratuitement sur iOS et Android. Il s'appuie sur un système de tour à tour, où des monstres s'affrontent dans plusieurs modes de jeu (joueurs contre joueurs ou joueurs contre l'ordinateur).
En 2017, le jeu revendiquait plus de 80 millions de téléchargement dans le monde.

## Modes de jeu
Summoners War offre différents modes de jeux aux joueurs.

### Joueur contre Joueur (JCJ)
Summoners War propose différents modes de jeu Joueur contre Joueur, à l'instar de l'Arène, l'Arène World, les Guerres de Guilde(GVG) et les combats d'occupation(Siège-GVO).
L'Arène et l'Arène World font s'affronter directement les joueurs seuls. Et les Guerres de Guilde(GVG) et les combats d'occupation(Siège-GVO) font s'affronter des guildes de joueurs.

### Joueur contre Environnement (JCE)
D'autres modes de jeu sont proposés contre l'IA. Par exemple, les joueurs peuvent répéter un ensemble de donjons afin de récupérer des runes et des matériaux pour améliorer leurs monstres. Ou aussi se mesurer à différents monstres toujours plus puissants au cours d'un scénario pour tester la puissance de leurs monstres.
- Le Tribunal d'Ascension (TOA)[5]
- Passage des dimensions[6]
- Les bêtes de Rift[7]
- Le Raid[8]
- Le Scénario[9]
- Castel du Géant
- Tanière du Dragon[10]
- Nécropolis [11]
- Royaume Spirituel
- Forteresse d'Acier[12]
- Crypte du Jugement[13]
- Halls élémentaires[14]
- Labyrinthe de Tartaros
- Subjugation

## Summoners War Championship 2019 (SWC)
Le SWC est un tournoi organisé tous les ans par Com2us. Il réunit les 8 meilleurs joueurs de chaque coupe régionale du monde (Coupe Europe, Coupe Asie-Pacifique et Coupe Amérique) qui s'affrontent en 1 contre 1 dans le mode Joueur contre Joueur, Arène World.
La finale du SWC 2019 s'est déroulée à Paris le 26 octobre 2019 et a été remportée par le joueur chinois Lest qui a remporté la somme de 100 000$.

## Summoners War: Lost Centuria
Summoners War : Lost Centuria est un nouveau jeu développé par Com2uS reposant sur la même licence Summoners War : Sky Arena et qui sortira officiellement le 29 avril 2021 sur mobile (iOS, Android). C'est aussi un jeu en tour par tour qui partage les mêmes personnages que Summoners War : Sky Arena mais avec un tout nouveau gameplay.